# Монтеструто (Торино)
Монтеструто је насеље у Италији у округу Торино, региону Пијемонт.
Према процени из 2011. у насељу је живело 238 становника. Насеље се налази на надморској висини од 266 м.